# Vysoké Chvojno
Vysoké Chvojno é uma comuna checa localizada na região de Pardubice, distrito de Pardubice.